# Waplewo (gromada)
Waplewo – dawna gromada, czyli najmniejsza jednostka podziału terytorialnego Polskiej Rzeczypospolitej Ludowej w latach 1954–1972.
Gromady, z gromadzkimi radami narodowymi (GRN) jako organami władzy najniższego stopnia na wsi, funkcjonowały od reformy reorganizującej administrację wiejską przeprowadzonej jesienią 1954 do momentu ich zniesienia z dniem 1 stycznia 1973, tym samym wypierając organizację gminną w latach 1954–1972.
Gromadę Waplewo z siedzibą GRN w Waplewie utworzono – jako jedną z 8759 gromad na obszarze Polski – w powiecie ostródzkim w woj. olsztyńskim na mocy uchwały nr 22 WRN w Olsztynie z dnia 4 października 1954. W skład jednostki weszły obszary dotychczasowych gromad Bolejny, Maróz, Nadrowo, Witramowo i Waplewo oraz miejscowości Sitno i Wilamowo z dotychczasowej gromady Turówko ze zniesionej gminy Waplewo w tymże powiecie. Dla gromady ustalono 12 członków gromadzkiej rady narodowej.
1 stycznia 1958 gromadę włączono do powiatu nidzickiego w tymże województwie.
30 czerwca 1968 do gromady Waplewo włączono wsie Kurki, Lipowo Kurkowskie, Marózek, Orzechowo, Selwa, Swanderki i Ząbie, kolonie Marązy i Mędryny oraz osadę Młyn Kurecki ze zniesionej gromady Kurki w tymże powiecie.
1 stycznia 1969 z gromady Waplewo wyłączono część obszaru lasów państwowych Nadleśnictwa Olsztynek (15,04 ha), włączając ją do gromady Olsztynek w powiecie ostródzkim w tymże województwie; do gromady Waplewo z gromady Olsztynek włączono natomiast inną część obszaru lasów państwowych Nadleśnictwa Olsztynek (4,22 ha).
Gromada przetrwała do końca 1972 roku, czyli do kolejnej reformy gminnej.